# Dubivka, Volodîmîreț
Dubivka (în ucraineană Дубівка) este un sat în comuna Kanonîci din raionul Volodîmîreț, regiunea Rivne, Ucraina.

## Demografie
Componența lingvistică a localității Dubivka
     Ucraineană (99,37%)
     Alte limbi (0,63%)
Conform recensământului din 2001, majoritatea populației localității Dubivka era vorbitoare de ucraineană (99,37%), existând în minoritate și vorbitori de alte limbi.